# Temporada 1985-86 de los Sacramento Kings
La temporada 1985-86 fue la primera de los Kings en la NBA en su ubicación en Sacramento, California, y la trigésimo octava en la liga, tras jugar las últimas trece en Kansas City. La temporada regular acabó con 37 victorias y 45 derrotas, ocupando el séptimo puesto de la Conferencia Oeste, clasificándose para los playoffs, en los que cayeron en primera ronda ante Houston Rockets.

## Elecciones en elDraft
| Ronda | Puesto | Jugador         | Posición | Nacionalidad   | Universidad    |
| ----- | ------ | --------------- | -------- | -------------- | -------------- |
| 1     | 6      | Joe Kleine      | Pívot    | Estados Unidos | Arkansas       |
| 3     | 51     | Charlie Bradley | Alero    | Estados Unidos | South Florida  |
| 3     | 66     | Michael Adams   | Base     | Estados Unidos | Boston College |

## Temporada regular
| División Medio Oeste | División Medio Oeste | División Medio Oeste | División Medio Oeste | División Medio Oeste | División Medio Oeste | División Medio Oeste | División Medio Oeste | División Medio Oeste |
| Equipo               | G                    | P                    | %                    | PD                   | Casa                 | Fuera                | Div                  |                      |
| -------------------- | -------------------- | -------------------- | -------------------- | -------------------- | -------------------- | -------------------- | -------------------- | -------------------- |
| y-Houston Rockets    | 51                   | 31                   | .622                 | –                    | 36–5                 | 15–26                | 20–10                |                      |
| x-Denver Nuggets     | 47                   | 35                   | .573                 | 4                    | 34–7                 | 13–28                | 15–15                |                      |
| x-Dallas Mavericks   | 44                   | 38                   | .537                 | 7                    | 26–15                | 18–23                | 16–14                |                      |
| x-Utah Jazz          | 42                   | 40                   | .512                 | 9                    | 27–14                | 15–26                | 15–15                |                      |
| x-Sacramento Kings   | 37                   | 45                   | .451                 | 14                   | 25–16                | 12–29                | 15–15                |                      |
| x-San Antonio Spurs  | 35                   | 47                   | .427                 | 16                   | 21–20                | 14–27                | 9–21                 |                      |

## Playoffs

### Primera ronda
Houston Rockets vs. Sacramento Kings 
| Fecha       | Partido                                   | Ciudad     |
| ----------- | ----------------------------------------- | ---------- |
| 17 de abril | Houston Rockets 107, Sacramento Kings 87  | Houston    |
| 19 de abril | Houston Rockets 111, Sacramento Kings 103 | Houston    |
| 23 de abril | Sacramento Kings 98, Houston Rockets 113  | Sacramento |
|             | Houston Rockets gana las series 3-0       |            |

## Estadísticas
| Rk | Jugador          | Edad | P  | PT | MP   | TC  | TCI  | %TC  | T3  | T3I | %T3  | TL  | TLI | %TL  | RO  | RD  | RT  | AS  | RB  | TAP | BP  | FP  | PTS  |
| -- | ---------------- | ---- | -- | -- | ---- | --- | ---- | ---- | --- | --- | ---- | --- | --- | ---- | --- | --- | --- | --- | --- | --- | --- | --- | ---- |
| 1  | Reggie Theus     | 28   | 82 | 82 | 35.6 | 6.7 | 13.9 | .480 | 0.1 | 0.4 | .171 | 4.9 | 6.0 | .827 | 0.9 | 2.8 | 3.7 | 9.6 | 1.4 | 0.2 | 4.0 | 2.8 | 18.3 |
| 2  | Eddie Johnson    | 26   | 82 | 30 | 30.7 | 7.6 | 16.0 | .475 | 0.0 | 0.2 | .200 | 3.4 | 4.2 | .816 | 2.1 | 3.0 | 5.1 | 2.6 | 0.7 | 0.2 | 2.3 | 2.9 | 18.7 |
| 3  | Mike Woodson     | 27   | 81 | 51 | 29.8 | 6.3 | 13.2 | .475 | 0.0 | 0.2 | .154 | 3.0 | 3.6 | .837 | 1.2 | 1.6 | 2.8 | 2.4 | 1.1 | 0.5 | 1.8 | 2.7 | 15.6 |
| 4  | LaSalle Thompson | 24   | 80 | 64 | 29.7 | 5.1 | 9.9  | .518 | 0.0 | 0.0 | .000 | 2.5 | 3.5 | .732 | 3.2 | 6.5 | 9.6 | 2.1 | 0.9 | 1.4 | 2.3 | 3.7 | 12.8 |
| 5  | Mark Olberding   | 29   | 81 | 64 | 26.6 | 2.8 | 5.0  | .558 | 0.0 | 0.0 | .000 | 2.0 | 2.6 | .771 | 1.4 | 3.8 | 5.2 | 3.3 | 0.5 | 0.3 | 1.8 | 3.4 | 7.6  |
| 6  | Larry Drew       | 27   | 75 | 31 | 26.3 | 5.0 | 10.3 | .485 | 0.1 | 0.4 | .323 | 1.7 | 2.1 | .795 | 0.3 | 1.3 | 1.7 | 4.5 | 0.9 | 0.0 | 1.8 | 1.8 | 11.9 |
| 7  | Terry Tyler      | 29   | 71 | 52 | 23.3 | 4.2 | 9.1  | .455 | 0.0 | 0.0 | .000 | 1.2 | 1.6 | .750 | 1.5 | 2.9 | 4.4 | 1.3 | 0.9 | 1.5 | 1.3 | 2.2 | 9.5  |
| 8  | Otis Thorpe      | 23   | 75 | 18 | 22.3 | 3.9 | 6.6  | .587 | 0.0 | 0.0 |      | 2.2 | 3.3 | .661 | 1.8 | 3.8 | 5.6 | 1.1 | 0.5 | 0.5 | 1.6 | 3.1 | 9.9  |
| 9  | Joe Kleine       | 24   | 80 | 18 | 14.8 | 2.0 | 4.3  | .465 | 0.0 | 0.0 |      | 1.2 | 1.6 | .723 | 1.4 | 3.3 | 4.7 | 0.6 | 0.3 | 0.4 | 1.3 | 2.8 | 5.2  |
| 10 | Rich Kelley      | 32   | 37 | 0  | 8.8  | 0.8 | 1.3  | .571 | 0.0 | 0.1 | .000 | 0.5 | 0.6 | .818 | 0.8 | 1.4 | 2.2 | 1.2 | 0.3 | 0.1 | 0.6 | 1.7 | 2.0  |
| 11 | Mike Bratz       | 30   | 33 | 0  | 8.2  | 0.8 | 2.1  | .371 | 0.1 | 0.4 | .286 | 0.4 | 0.5 | .778 | 0.1 | 0.6 | 0.7 | 1.2 | 0.4 | 0.0 | 0.5 | 1.3 | 2.1  |
| 12 | Michael Adams    | 23   | 18 | 0  | 7.7  | 0.9 | 2.4  | .364 | 0.0 | 0.2 | .000 | 0.4 | 0.7 | .667 | 0.1 | 0.2 | 0.3 | 1.2 | 0.5 | 0.1 | 0.6 | 0.5 | 2.2  |
| 13 | David Cooke      | 22   | 6  | 0  | 6.3  | 0.3 | 1.8  | .182 | 0.0 | 0.0 |      | 0.8 | 1.7 | .500 | 0.8 | 0.8 | 1.7 | 0.2 | 0.7 | 0.0 | 0.3 | 0.8 | 1.5  |
| 14 | Carl Henry       | 25   | 28 | 0  | 5.3  | 1.1 | 2.4  | .463 | 0.1 | 0.4 | .400 | 0.4 | 0.6 | .706 | 0.3 | 0.4 | 0.7 | 0.1 | 0.2 | 0.0 | 0.3 | 0.4 | 2.8  |